# الأطلس الجديد
الأطلس الجديد هو أول أطلس حديث في العالم الإسلامي، طُبع ونشر عام 1803 في القسطنطينية. تم إنشاء الأطلس من خلال ترجمة الخرائط وتكييفها من الأطلس العام لوليام فادن، ويقرأ العنوان الكامل للأطلس باسم Cedid Atlas Tercümesi (بمعنى حرفيًا، "ترجمة أطلس جديد") وفي معظم المكتبات خارج تركيا، يتم تسجيلها والإشارة إليها وفقًا لذلك.
على الرغم من أن المخطوطات والخرائط المرسومة باليد كانت متاحة على نطاق واسع، إلا أنه لم يكن من الممكن نشر الأطلس الجديد إلا في عام 1803 من قبل مدرس عبد الرحمن أفندي بأسلوب يعتمد على المصادر الأوروبية.

## تاريخ
أطلس سيدس هو أول أطلس حديث في العالم الإسلامي، طُبع ونشر عام 1803 في القسطنطينية، ثم عاصمة الإمبراطورية العثمانية. يُقرأ الاسم الكامل للأطلس باسم Cedid Atlas Tercümesi (بمعنى حرفيًا "ترجمة أطلس جديد") وفي معظم المكتبات خارج تركيا، يتم تسجيله والإشارة إليه وفقًا لذلك.
على الرغم من أن المخطوطات والخرائط المرسومة باليد كانت متاحة على نطاق واسع في جميع أنحاء العالم الإسلامي، إلا أن الطباعة الضخمة للكتب بدأت فقط في عام 1729 من قبل إبراهيم موتيفريكا ولم يكن بالإمكان نشر أطلس سيديد إلا في عام 1803 من قبل مودريس عبد الرحمن أفندي بأسلوب يعتمد على المصادر الأوروبية.
يشتمل أطلس الجديد على مخطط سماوي أحادي اللون و 24 خريطة نحاسية ملونة يدويًا منقوشة لأجزاء مختلفة من العالم؛ يقيس المخطط والخرائط السماوية على الأقل (53سم في 72سم) وجميع الخرائط هي في الواقع تعديلات لأطلس ويليام فادن العام. يسبق الخرائط أطروحة (1 + 79) صفحة طويلة عن الجغرافيا، "إيكاليت جالس الجغرافية" لمحمود رائف أفندي وصفحة عنوان. طُبِعت "إيكاليت جالس الجغرافية" لمحمود رائف أفندي بعد عام واحد، في عام 1804، وتم تغليفها مع الأطلس. من وجهة نظر فنية، يتميز الأطلس بألوان الخرائط بالإضافة إلى جمال النص على الخرائط.
تم نشر أطلس الجديد بالتوازي مع تطورات نظام الدولة العثمانية، و "النظام الجديد" ("سيديد" تعني "جديد") واسمه يعكس هذا بوضوح. كان الأطلس جديدًا من حيث المعرفة الخرائطية ومناسبًا تمامًا للنظام الجديد الذي حاول إدخال مؤسسات جديدة في الإمبراطورية العثمانية بينما كان يحاول استبدال المؤسسات الموجودة بنظرائها المعاصرين من الغرب. قدمه الباديشة الحاكم (سلطان) الإمبراطورية العثمانية، سليم الثالث، تضمن "النظام الجديد" سلسلة من الإصلاحات التي أدت بشكل أساسي إلى تحديث وتغيير هيكل الجيش العثماني الحالي وغيرت الهيكل الإداري للإمبراطورية. لقد كانت محاولة للحاق بالإنجازات الفنية والعسكرية والاقتصادية والإدارية للغرب والتي كانت الإمبراطورية العثمانية تفقد قوتها منذ القرن السابع عشر. تم إنشاء مدارس عسكرية وهندسية جديدة، وأعيد تنظيم الوحدات الحكومية ذات الصلة بالعلاقات والشؤون الخارجية لتتماشى مع النظام الجديد. بالنسبة لهذه المدارس والوحدات الحكومية والجيش المعاد تنظيمه بالكامل وفقًا للممارسات الأوروبية، كان من الضروري فهم وتطبيقات جديدة للجغرافيا لمعايير الغرب وتم ترجمة أطلس الجديد وطباعته لهذا الغرض.

## اسماء اخرى
تشير بعض المصادر خارج تركيا والعالم الإسلامي أيضًا إلى هذا الأطلس باسم الأطلس الكبير الجديد. في تركيا، نظرًا لأن مطبعة الكتاب كانت تقع في منطقة أسكودار (سكوتاري) التاريخية (الآن بلدية) في اسطنبول، يشار إلى الأطلس أحيانًا باسم أوسكودار أطلس.

## النسخ الموجودة
يوجد 12 نسخة كاملة وحيدة معروفة من هذا الأطلس، وتوجد في:
1. تركيا - توبكابي سراي (قصر توبكابي) - نسخة واحدة - كاملة
2. تركيا - مكتبة جامعة اسطنبول التقنية (جامعة اسطنبول تكنيك، المعروفة سابقًا باسم "مدرسة الهندسة (كلية الهندسة") - نسختان - كاملة (لم يتم تأكيد وجود النسخ)
3. تركيا - مكتبة جامعة بوغازجي (جامعة بوغازيتشي، المعروفة سابقًا باسم كلية روبرت) - 3 نسخ - كاملة (تم تأكيد وجود نسخة واحدة فقط)
4. تركيا - بلدية أوسكودار (بلدية اوسكودار) - نسخة واحدة - كاملة
5. الولايات المتحدة - مكتبة الكونجرس - نسخة واحدة - كاملة
6. الولايات المتحدة - مكتبة جامعة برينستون - نسخة واحدة - كاملة
7. هولندا - مكتبة جامعة ليدن - نسخة واحدة - كاملة
8. الإمارات العربية المتحدة - بائع كتب أثري؛ إقتنا للكتب النادرة[وصلة مكسورة]. [12] تم عرض النسخة للبيع في معرض الشارقة للكتاب 2016.[13] - نسخة واحدة - كاملة
9. معارض سوان للمزادات، نيويورك - تم بيع نسخة كاملة واحدة في 26 مايو 2016.[14]

(على عكس المصادر، يُظهر البحث في المكتبة عبر الإنترنت في مكتبة جامعة بوغازيتشي نسخة واحدة فقط وفقًا للسجلات، ولا يُظهر البحث عبر الإنترنت في مكتبة جامعة إسطنبول التقنية أي نسخ وفقًا للسجلات. يؤكد البحث في كتالوج اتحاد وورلد كات لجميع المكتبات هذه النتيجة. وفقًا لذلك، لا يوجد سوى 10 نسخ كاملة وسليمة تم تأكيد وجودها في العالم.)
أما النسخ غير المكتملة المعروفة فهي على النحو التالي:
1. الولايات المتحدة - مكتبة جون كارتر براون (جامعة براون) - نسخة واحدة (مفقودة 2 خرائط)
2. الولايات المتحدة - مكتبة نيوبيري - نسخة واحدة (هناك خريطة واحدة مفقودة وأيضًا خريطة واحدة متاحة من نسخة أخرى)
3. تركيا - يابي كريدي سيرمت شيفتر أراستيرما كوتوبانيزي - نسخة واحدة (تفتقد عدة خرائط)
4. تركيا - بورصة مكتبة انبي - نسخة واحدة (تفتقد عدة خرائط)
5. النرويج - المكتبة الوطنية (مكتبة النرويج الوطنية) - نسخة واحدة (خريطتان مفقودتان)[15][16]
6. السويد - مكتبة المكتبة الملكية (مكتبة السويد الملكية) - نسخة واحدة (تفتقد صفحة العنوان)[17]
7. النمسا - فيينا - نسخة واحدة (مفقود في المخطط السماوي).[18]

تمتلك المكتبات التالية أجزاء محدودة جدًا من الأطلس :
1. تمتلك المكتبة الوطنية الفرنسية الرسالة الجغرافية الأولية (1 + 79) التي يبلغ طولها صفحة "إيكاليت جالس الجغرافية" وخريطة واحدة فقط وصفحة العنوان وخرائط الأطلس المتبقية مفقودة.
2. تمتلك مكتبة أستراليا الوطنية خريطتين فقط للأطلس مع كل ما تبقى في عداد المفقودين.

من حين لآخر، تُعرض خرائط مفردة لـ الأطلس الجديد للبيع من قبل بائعي الكتب عبر الإنترنت أو بائعي المزادات.

## خرائط في الأطلس الجديد

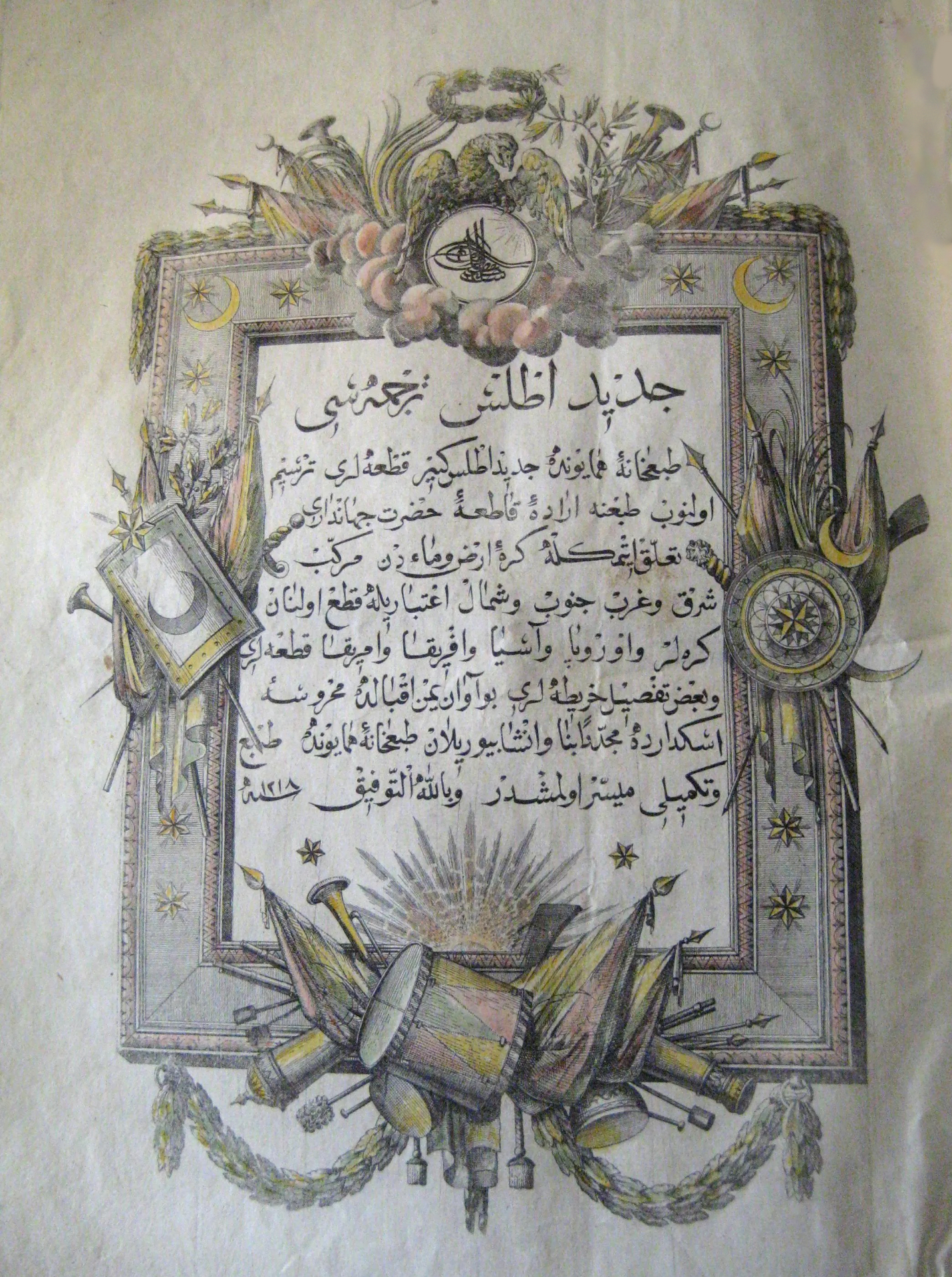
صفحة العنوان لـ الأطلس الجديد (المعروف أيضًا باسم الأطلس الجديد تيركوميسي)

بالإضافة إلى (53سم × 72سم) خريطة سماوية أحادية اللون، ويوجد في الأطلس 24 خريطة ملونة؛ بعضها أكبر من (53سم × 72سم). تُظهر هذه الخرائط بترتيب الظهور:
1. نصف الكرة الشرقي ونصف الكرة الغربي
2. القطب الجنوبي والقطب الشمالي
3. العالم
4. أوروبا (بما في ذلك آيسلندا)
5. الأناضول، البحر الأسود، بحر إيجه، شبه جزيرة البلقان، (عقب) إيطاليا، العراق/ سوريا/ لبنان/ الأردن/ فلسطين/ قبرص/ كريت (في الجنوب)
6. ساحل البحر الأدرياتيكي، إيطاليا، جنوب فرنسا، شبه الجزيرة الأيبيرية، ليبيا/ تونس/ الجزائر (في الجنوب)
7. الأناضول (البحر الأسود)، القرم، جنوب أوكرانيا، (شمال) شبه جزيرة البلقان إلى المجر
8. غرب الأناضول، بحر إيجه، كريت (في الجنوب)، اليونان
9. إنجلترا و ويلز)
10. اسكتلندا والجزر الاسكتلندية
11. البلدان المنخفضة : هاناو، لوكسمبورغ، برابانت، فلاندرز، شمال فرنسا
12. فرنسا (في عهد الملكية)
13. القناة الإنجليزية وجزر القنال، ساحل فرنسا الغربية
14. فرنسا (في زمن الجمهورية)
15. ألمانيا (من براندنبورغ إلى براونشفايغ)
16. بولندا، بروسيا، ليتوانيا (إلى الشمال)
17. قارة آسيا
18. أذربيجان، أرمينيا، إيران الغربية، العراق/ سوريا/ لبنان/ الأردن/ فلسطين/ قبرص (في الجنوب)، الأناضول، كردستان، الجزيرة
19. قارة افريقيا
20. نهر النيل في مصر بالتفصيل (بما في ذلك دلتا النيل)
21. قارات أمريكا (الشمالية والوسطى والجنوبية) و (جزء من) المحيط الهادئ
22. أمريكا الشمالية الشرقية
23. ساحل أمريكا الوسطى / الجنوبية (غيانا)
24. جزر الأنتيل الصغرى (بما في ذلك) بورتوريكو وترينيداد وتوباغو

## تحليل الورق
أدى فحص العلامات المائية إلى اعتقاد بعض أساتذة جامعة برينستون أن الورقة من أصل روسي، لكن جون ديلاني، أمين الخرائط التاريخية لمكتبة جامعة برينستون، يعتقد أنها من المحتمل أن تكون من البندقية بإيطاليا.
50 نسخة فقط من هذا الأطلس (قياس 36 سم × 53 سم) في المطبعة. وقدمت نسخة إلى سليم الثالث؛ تم تقديم عدة نسخ أيضًا إلى كبار المسؤولين في الإمبراطورية، وتم حجز بعضها لمكتبة هندسة (مدرسة الهندسة العسكرية في ذلك الوقت)، وتم حجز الباقي للبيع. ومع ذلك، خلال انتفاضة الإنكشارية في القسطنطينية خلال فترة "علمدار فاكاسي" خلال الفترة من 15 إلى 18 نوفمبر 1808، دمر حريق في مستودع المطبعة عددًا غير معروف من النسخ المحجوزة للبيع. استنادًا إلى العديد من التقديرات والمحاسبة للخرائط الفردية (المقطوعة من مجلدات مجلدة من الأطلس) التي تم بيعها أو بيعها في جميع أنحاء العالم، يُعتقد أن 20 نموذجًا كاملاً كحد أقصى يمكن أن تكون موجودة في المكتبات أو في المجموعات الخاصة بينما تشير بعض المصادر إلى أنه لا يوجد سوى 10 نسخ كاملة وسليمة في العالم. على هذا النحو، فهو أحد أندر الأطالس المطبوعة ذات القيمة التاريخية.

## مقالات وأوراق
- جامعة شيكاغو - رسامو الخرائط الأوروبيون والعالم العثماني (1500-1750)
- المؤسسة الثقافية التركية - فنون الجرافيك التركية
- القدس الفصلية - تغيير المفاهيم العثمانية لفلسطين : الإثنوغرافيا ورسم الخرائط
- İstanbul Üniversitesi Dergisi - مقال باللغة التركية بقلم جنكيز أورهونلو باللغة التركية
- İstanbul Üniversitesi Dergisi - مقال باللغة التركية بقلم دنيز أكينجي باللغة التركية